# Madersberg
Madersberg är en kulle i Österrike.   Den ligger i distriktet Graz-Umgebung och förbundslandet Steiermark, i den östra delen av landet, 150 km sydväst om huvudstaden Wien. Toppen på Madersberg är 517 meter över havet.
Terrängen runt Madersberg är kuperad norrut, men söderut är den platt. Runt Madersberg är det mycket tätbefolkat, med 1 692 invånare per kvadratkilometer.. Närmaste större samhälle är Graz, 6,6 km öster om Madersberg. 
Runt Madersberg är det i huvudsak tätbebyggt.